# Обаль Петро Павлович
Петро́ Па́влович О́баль (19 квітня 1900, с. Ободівка, нині Україна — 26 травня 1987, Стрий) — український живописець і графік. Член Спілки художників України (1945). Член Гуртка діячів українського мистецтва (1923), АНУМ (1934), Спілки праці українських образотворчих митців (1942).

## Життєпис
Петро Павлович Обаль 19 квітня 1900, с. Ободівка, нині  Тернопільського району Тернопільської області, Україна.
У 1920—1926 роках навчався у Краківській академії мистецтв.
У 1925—1939 роках викладав малювання в середніх навчальних закладах Помор'я.
Від 1939 жив у місті Кракові (Польща), згодом на Лемківщині, де вчителював у селах Одреховій, Чертіжу і торговій школі в м. Сяноку.
Від 1942 — у місті Стрию.
У 1950 репресований сталінським режимом, реабілітований у 1957.
Помер 26 травня 1987 року в Стрию, де й похований.

## Твори
Автор понад 500 робіт живопису, графіки, екслібрису.
- Живопис:
  - «Автопортрет» (1926),
  - «Золоте Поділля» (1931),
  - «Портрет дружини» (1932),
  - «Хмари» (1932),
  - «Лемківські ниви» (1939),
  - «Дими» (1939)
  - «Жертви війни» (1945),
  - «Карпатські верби» (1958).
  - «Знайомство з Карпатами» (1964),
  - «Квітень» (1966).
  - «Річка Стрий» (1973).
- Графіка:
  - «На базар» (1926),
  - «Катерина» (1930),
  - «Безробітні» (1933),
  - «Дроворуб» (1939),
  - «Каменяр» (1935), Твори Обаля зберігаються у Львівському музеї українського мистецтва, Тернопільському обласному краєзнавчому музеї, Художньому музеї Івано-франківська, Музеї Петра Обаля в Стрию.

## Виставки
Твори художника експонувалися у таких містах: Берлін (Німеччина), Братислава (Словаччина), Відень (Австрія), Женева (Швейцарія), Івано-Франківськ, Київ, Прага (Чехія), Торунь (Польща), Ульяновськ (нині РФ), Чикаґо (США).

## Пам'ять
У місті Тернополі були персональні виставки митця в 1966 і 1980 роках.
У 2000 проведено науково-практичну конференцію з нагоди 100-річчя від дня народження Петра Обаля, у 2004 в Тернопільському обласному краєзнавчому музеї — вечір пам'яті.